# ディバインゲート
『ディバインゲート』（英題:Divine Gate、略称:ディバゲ）は、ガンホー・オンライン・エンターテイメントより配信されていたiOS・Android用ゲームアプリ。ジャンルはパネルRPG。基本プレイは無料でアイテム課金がある。2013年9月30日にAndroid版、同年10月10日にiOS版が順次サービス開始。2015年9月23日に450万ダウンロードを突破した。リリース当初の開発はアクワイアが担当した。
2016年1月から3月までテレビアニメ版が放送された（後述）。
2017年9月26日のメジャーアップデート実施により『ディバインゲート零』へリニューアルされ、開発についてもアクワイアからガンホー・オンライン・エンターテイメントの内製へと変更された。
2018年12月11日をもってサービスが終了された。

## 概要
エナジーパネルと呼ばれる7種のパネルを組み合わせ敵と戦うバトルシステム、マンガとアニメの中間のようなコントラストの効いたスタイリッシュなキャラクターデザインが最大の特徴。キャラクターを中央に寄せ、派手なエフェクトを周りや背景に配置した構図が主流となっている。
1500体以上存在するユニットには全てプロフィールがついており、それぞれの内容やクエストエリアのストーリー紹介を紡いでいくことでストーリーの大きな流れを読み解く構成になっている。
また、他作品とのコラボも盛んであり、これまで20作品以上とコラボレーションしている。

## ゲームシステム

### クエスト・バトル
5×5の盤上を、パネルを捲りながら奥扉を目指し進んでいく「クエスト」を進めていくことが主な目的となる。プレイヤーはリーダーユニットを含めた4体＋フレンドユニット1体でパーティを組み、扉の奥にいるクエストボスを倒すとクリアとなる。盤上のパネルの中には、扉を開けるための「鍵」、そして様々な敵やトラップが隠されており、中には特殊な条件下でしか出会えない「ゲリラボス」などもいる。
敵とのバトルでは、7種のエナジーパネルを5つの場に組み合わせて出し、そのパネルの組み合わせで様々な攻撃を行っていく。パネルの組み合わせはユニットによって異なるので、よりパネルの組み合わせに親和性のあるユニットをパーティとして組むと戦いやすい。ユニットは「属性（炎、水、風、光、闇、無）」と「種族（人間、竜、神、魔物、妖精、獣、機械）」を持つ。種族については副種族を持つユニットも複数存在する。1000体以上のユニットが居るため、パーティの組み合わせは無限に存在し、自分だけのオリジナルパーティを組む楽しさを味わえる。

### 再醒進化
2014年9月末に実装された新進化要素。
「聖石」というユニットを主に進化素材にすることで、現状最高レアリティの☆7に進化させることができる。聖石は毎週日曜に出現する「聖石殿ロストロス」にて入手可能（ただしランク65以下では挑戦できない）。

### リンクシステム
2015年12月10日に追加実装された強化システム。ベースユニットaに別ユニットbを「リンク」させることで、更なる強化が可能になった。強化されるのは体力と攻撃力の他、戦闘時に一定確率でリンクしたユニットbのスキル一種が発動するようになる（リンク開始後クエストをクリアするごとにユニットab間の「親密度」が上昇し、その数値に伴いユニットbのスキル発動率も上昇する）。
さらにユニットそれぞれに「リンクパッシブ」というスキルが用意されており、対象ユニットをリンクしただけでクエスト時に様々な特殊効果が付加される。ただしリンクには複数の素材ユニットとコインが必要であり、またリンクを解除する際にもコインが必要になる。
さらにリンク中はユニットb単体でのクエスト、ユニットbの進化および売却、ユニットbを素材とした強化はできなくなる(ユニットaの売却は可能だが、この場合リンク中のbも併せて売却される)。また同名ユニット同士のリンクもできない。
ベースユニットのレア度によってはリンク時に100万以上のコインが必要になる上、1度リンクを解除してしまうと親密度が０になってしまうためリンクには熟考が必要だが、ユニットbの種族や属性により強化値に差異があり、またリンクパッシブも様々なので、同名ユニットでも組み合わせ次第で性能にかなりの変化が生まれてくる。

## ストーリー

### 第一章『黄昏の審判』
開かれた聖なる入口「ディバインゲート」。この影響で、常界・天界・魔界の3つの世界が1つに統合され、統合世界が生まれた。世界の交わりを止めるため、あるいは探し物を見つけるため……。6人の少年少女はそれぞれの思いを胸にそれぞれの理由でディバインゲートを目指し始める。
また同じ頃、統合世界を正常化するために発足された「世界評議会」に所属する特務機関「ナイツ・オブ・ラウンド」とその長である聖王アーサーも、聖なる入口を目指すべく行動を開始する。

### 第二章『完全なる落日／黄金の夜明け』
聖なる扉の神を時の狭間へ封印し、統合世界を救った少年少女達。だが、ロキの策略によりアカネ、アオト、ミドリは「扉を開いた罪」の汚名を着せられてしまい、それぞれ別の場所に身を隠していた。またギンジは逆に英雄として、竜界が統合世界に加わったことで再編成が行われた世界評議会の最高幹部に据えられるが、その肩書きのために自由を奪われてしまう。
一方、扉の神との戦いに参加しなかったヒカリとユカリは、それぞれ天界と魔界の女王に即位していた。ヒカリは神の支配から解放された天界を幸せな世界にするために奔走するが、ユカリは一番の友達を殺した神を憎み、その神へ荷担していた天界を壊す決意をする。
そして、ユカリの意思は世界評議会の会議の場で「魔界から天界への宣戦布告」として表面化する。天界と魔界が緊張状態に陥る中、統合世界全土で同時多発的に大規模な災害が巻き起こる。その裏側では、「完全世界」を目指す「グリモア教団」が密かにある計画を進めようとしていた。

### 第三章『大いなる「希望」＝「絶望」』
教団の内部分裂もあり、敵味方入り乱れての乱戦となった結果遂にグリモア教団を壊滅させたアオト、ミドリ、ナイツ・オブ・ラウンドの面々。だが、真なる教祖メイザースは古竜王ノアの力をもってしても倒すには至らず逃走し、当初の目的だった「鞘」も発見することはできなかった。
一方、聖王奪還に向かったアカネとレオラはサンタクローズと合流し王都「ティンタジェル」へと足を踏み入れていた。ナイツ・オブ・ラウンドの別動隊、エリザベートやマーリンなど、同じ目的を持つ者達が続々と王都へと集結、戦闘を繰り広げる中、遂に聖王が居るであろう王の間へと辿り着くアカネ達。だがそこに居たのは、彼らが求めた「王」ではなかった。

### 第四章『聖戦』
天界に響き渡る警戒音、発せられた避難勧告。だがその勧告が届く事はなく、辺境の街は終わりを告げた。
魔界の六色の女王による天界への進軍によりついに勃発した聖戦。
ユカリは女王として戦線に臨むが、その想いの内にあるものはだいすきだった友達を奪った神、そして彼らに荷担していた妖精を許さないという固い意志だった。対して黄昏の審判の一件で神から解放された妖精達を、今度こそ幸せな世界に連れていきたいと願うヒカリ。ぶつかることを余儀なくされた想いと願いは戦場で交差する。
そして聖戦に絡みつく前聖戦の因縁と思惑。争いの裏側で暗躍する者たち。二人の女王と天界・魔界の戦いはやがて世界から弾かれた二人の王の闘いへと重なり、物語は新たな局面を迎える。

### 第五章『偽りの王』
聖戦が終結し、少しずつ平穏を取り戻しつつあった統合世界であったが、突然常界を６つの災厄が襲った。それは「世界の決定」――すなわち、王としての自分を捨て、神となった聖神アーサーに従う北欧神によるものだった。彼ら神を恐れ恐怖する人々。対処にあたるナイツ・オブ・ラウンドと、かつて災厄を起こしたナンバーズ、そして咎人と女王たちに天界・魔界の将。だが、北欧神を退け、その場を救ったのは彼らではなく、名もなき４人の存在と彼らを統べる１人の「少年」だった。

### 第六章『世界の決定』
「ディバインゲートから世界を救うため、アーサーを処刑する」。常界の新たな王となったクロウリーの宣言に、集まった一同は困惑する。神界へと侵攻する日までの1週間の間に、アーサーの元部下であるナイツ・オブ・ラウンドの多くは、彼を守るために世界評議会から姿を消した。また世界評議会を動かす六聖人たちも何らかの動きを始めた。
そして、１週間後。クロウリーたちによる神界への侵攻が始まった。だが、彼らを待ち受けるのは、アーサーを守らんとするナイツ・オブ・ラウンドだけではなかった。

### 第七章『扉の先へ』
世界の決定者となったアーサーにより下される最後の決定。アカネたち６人の少年少女は金色の光に包まれ、気づけばアーサーにより作られた幸せな世界にいた。それは彼らへのアーサーなりの想いやりでもあった。だが、彼らはそれを受け入れることを良しとせず、大切な人にも会える世界ではなく不確かなイマの世界を生きることを選択する。
一方、統合世界では世界の決定者に世界の決定に従う者、そして彼らと協力関係にあるグリモア教団が「世界の決定」――すなわち、世界を終わらせようと侵攻を開始していた。彼らに対するのは、イマを生きる者たちだった。
そして、幸せな世界からの帰還を果たしたアカネたちは統合世界のことを彼らに任せ、神界へと向かう。アーサーを止めるため、イマを生きるために――。

## 世界観・用語解説
ドライバ
俗に言う武器や機械全般である。
混種族<ネクスト>
異種族の性質を先天的に持って生まれた種族のこと。人間と妖精の血を継ぐヒカリや、人間と魔物の血を継ぐユカリなどがこれに当たる。
次種族<セカンド>
異種族の性質を後天的に付けた者のこと。元の種族が残る場合もあれば、残らない場合もある。
例)　ヴラド　元は魔物であったが竜(ヴェルン)の血により、魔物と竜のセカンドになった。
例)　フェルノ　元は人間であったがグリモア教団(メイザース派)によって人間と竜のセカンドへ、そして最終的には竜の血のみが残った。
統合世界<ユナイティリア>
聖なる扉＜ディバインゲート＞が開かれたことによって生まれた、常界、天界、魔界が混ざった世界。その常化を目指す、世界評議会が統治している。のちに竜界も統合世界に加わった。
常界<テラスティア>
主に人間が住む世界。物語開始時は、聖王アーサーが代表をつとめていた。
天界<セレスティア>
主に妖精が住む世界。妖精王を頂点に、浴室の美女やウェザードリーズなどが所属。かつてはオベロンが妖精王で、物語開始時の妖精王はティターニア、のちにヒカリが光妖精王となった。
後に、原始の妖精王はニコラスだったと明らかになる。ニコラスが神への反旗に失敗したため、以降の妖精王は綴られし存在(オベロン・ティターニア)になった。
魔界<ヘリスティア>
主に魔物が住む世界。魔王、魔女王を頂点に、六色の美女や六魔将などが所属。物語開始時は魔女王としてヴァルプルギスが統治していたが、幼い彼女の代わりに幻奏者ファティマが実権を握っていた。かつてはヴラドが魔王で、のちにユカリが闇魔女王となった。
竜界<ドラグティア>
主に竜が住む世界。竜王を頂点に、文明竜や門番、楽奏竜などが所属。物語開始時はノアが竜王で、のちにヴェルンが紅煉帝として君臨している。
神界<ラグナティア>
主に神が住む世界で、他の世界よりも上位なる世界として存在している。ロキや北欧神は神界の住人だが、神界の実態は明らかにされていない。
世界評議会
統合世界が生まれたことによる混乱を収める（常化）のために発足された組織。各界の代表者が世界評議員として選出されるが、彼らの上に最高幹部がおり、さらに上には六聖人と呼ばれる者がおり、実質世界評議会を動かしている。
666議会

精霊会議

死刑執行人学園
かつてヴラドに仕えていたリイナが学園長を務める魔界の死刑執行人養成機関。様々な学部が存在する。
剣学部には六魔将やライトブレード、薬学部にはスパジロー、薬学部OBには水聖人ヨハン
がいる。
グリモア教団
「完全世界」を合言葉とし、「完全世界」を目指す宗教組織。教祖はクロウリー。聖なる扉の出現による混乱に乗じて、勢力を伸ばしている。教祖の下に位置する四大魔王をはじめ、波形を操る戦闘集団である六波羅、超能力者の集団である超常神通室（通称サイキックス）などが所属している。  第一章の時点では物語の裏で暗躍していた程度だったが、第二章においては物語の中心となる。
古竜衆
竜王家に仕える実力者達。正式な人数は不明。現在ヒスイ、リヴィアが所属。王家の血を引くヴェルンに仕える裏古竜衆も存在する。
蒼のクリスマス
一夜にして666人が大量虐殺された事件。唯一の生存者はルリと呼ばれる拘束獣。この事件によりブルーノ＝アスルは父を失い、その仇としてアオトを狙っていた。しかし、その真相は虐殺を起こしたアオト(アオイ)の弟であるアリトン(アオト)と、彼に「初恋」を覚えた聖暦の天才の一人であるシュレディンガーが大量虐殺を行ったことで。人間違いであった。
一方、アーサーの親友であるサンタクローズはこの事件を追った結果、真実をひも解いて「鍵」（世界評議会が隠している情報）を見つけることに成功し、その「鍵」をアーサーに託した。
前聖戦
かつて天界と魔界の間で起きた戦争。表向きは突如天界が魔界を攻撃し、魔界がそれに対抗する形で戦争へと発展していったものだが、真実は当時神が管理していた階層社会と化した世界に反乱を起こそうとしていたヴラド達を潰す為に神界が策略を弄した結果である。この戦争の為に親友だったオベロンとヴラドは戦うことになり、結果オベロンがヴラドを倒したことで天界が勝者となり、ヒスイの苦悩も生むことになった。
神竜戦争
竜界と神界の2つの世界は、はるか神話の時代から争いを続けていた。それは単なる戦争ではなく、互いを認めあい、競いあう、よきライバルのような関係であったが、ある竜が神になるために竜界を裏切ったためにバランスが崩れ、竜界は神界に敗北することとなった。
鞘
聖剣カリブルヌスの鞘。「万物を再生する力」が秘められており、堕ちた聖王であるエビルアーサーを正気に戻す力を持つと言われている。そのため、ナイツオブラウンドは、この鞘を探している。
聖剣カリブルヌス
ヴィヴィアンが持っている剣。後にランスロットに渡される。

## 登場人物一覧

### 第1章主要登場人物

#### 6人の主人公
ディバインゲートにおける6人の主人公。それぞれゲーム内の6属性に対応している。
アカネ
声 - 柿原徹也、一木千洋（幼少）
年齢：16歳 / 誕生日：5月5日 / 星座：牡牛座 / 血液型：O型 / 特技：家事全般 / 種族：人間 / ドライバ：甲型ドライバ【イグナイト】 / 好きな食べ物：冷やしトマト / 嫌いな食べ物：納豆
幼い頃に研究者である父を事故で亡くしているが、その父の死を頑なに否定している。聖なる扉の力で世界を変えようとした父の遺志を継ぎ、聖なる扉を目指す旅に出る。
アオト
声 - 斉藤壮馬
年齢：16歳 / 誕生日：7月20日 / 星座：蟹座 / 血液型：B型 / 特技：人を遠ざける / 種族：人間 / ドライバ：刀型ドライバ【ワダツミ】 / 好きな食べ物：サバ寿司 / 嫌いな食べ物：温かい食べ物
過去に起きた事件の罪で苦しむ。双子の弟がいる。ほとんど感情を表に出さず他人と距離を置き、ひとりでいることを選んでいる。かつて両親を殺害したとされており、“親殺しのアオト”と噂されている。本名はアオイであるが、弟が起こした事件に自責の念を感じ、罪を背負うと共に弟の名であるアオトの名で過ごしている。
ミドリ
声 - 伊藤かな恵
年齢：16歳 / 誕生日：10月10日 / 星座：天秤座 / 血液型：A型 / 特技：走ること / 種族：人間 / ドライバ：棍型ドライバ【フォンシェン】 / 好きな食べ物：きゅうり / 嫌いな食べ物：セロリ
明朗快活、ピュアな心の持ち主だが、そのピュアさゆえ時として何の気なしに人を傷つけてしまうことも。喧嘩分かれしてしまった親友と仲直りができないままでいる。
ヒカリ
声 - 竹達彩奈
年齢：16歳 / 誕生日：2月14日 / 星座：水瓶座 / 血液型：O型 / 特技：お菓子作り / 種族：人間+妖精 / ドライバ：剣型ドライバ【リュミエール】 / 好きな食べ物：オレンジ / 嫌いな食べ物：ハバネロ
天真爛漫な性格で常に笑顔を絶やさない。いつも周りの空気を読んで明るく振る舞っている。物心つく前から養家に育てられたため、自分の出生を知るために旅に出る。
ユカリ
声 - 雨宮天
年齢：16歳 / 誕生日：5月1日 / 星座：牡牛座 / 血液型：AB型 / 特技：読書 / 種族：人間+魔物 / / ドライバ：鎌型ドライバ【アビス】 / 好きな食べ物：茄子の浅漬け / 嫌いな食べ物：マヨネーズ
夜が好きで物静か。幼い頃の記憶を失っている。ディバインゲート自体に興味はないが、わずかに残された記憶のなか、闇に包まれた世界の正体を知る術のひとつとしてディバインゲートを目指す。
ギンジ
声 - 吉野裕行
年齢：16歳 / 誕生日：2月29日 / 星座：魚座 / 血液型：A型 / 特技：無し / 種族：人間 / ドライバ：斧型ドライバ【ヤシャヒメ】 / 好きな食べ物：銀杏 / 嫌いな食べ物：無し
やりたいことも無く、全てに無関心で無為な日々を過ごしていたが、聖なる扉を目指す行為の中で目的を見出す。

#### 六大精霊王
主人公達と行動を共にする六人の大精霊。
イフリート
声 - 小清水亜美
特技：利き香辛料 / 種族：妖精 / 好きな食べ物：辛いカレー / 嫌いな食べ物：甘いカレー
炎を司る大精霊。炎の起源。主にアカネと共に行動する古風な女性。
ウンディーネ
声 - 渕上舞
特技：遊泳 / 種族：妖精 / 好きな食べ物：水菓子 / 嫌いな食べ物：脂身
水を司る大精霊。水の起源。主にアオトと共に行動する。穏やかな性格で、心を開かないアオトをずっと心配している。
シルフ
声 - 阿澄佳奈
特技：功夫 / 種族：妖精 / 好きな食べ物：月餅 / 嫌いな食べ物：漢方薬
風を司る大精霊。風の起源。主にミドリと共に行動する。明るい性格で、語尾に「～アル」という独特な喋り方をする。
ウィルオウィスプ
光を司る大精霊。光の起源で、天界のアイドルでもある。ヒカリと出会った後に彼女と共に行動するが、対オーディン戦で死亡。しかし力だけの存在と化し、現在ヒカリを守護している。
シャドウ
闇を司る大精霊。闇の起源。妖精の身で魔界へと初めて堕ちた存在でもある。ユカリと共に行動する。
ゼロ
種族：妖精 /
無を司る大精霊。無の起源。自身のはっきりしない存在理由に頭を悩ませていた。ギンジと共に行動する。

#### 聖王と特務機関ナイツ・オブ・ラウンド
世界評議会の一員であり、絶対王制を提唱する者“アーサー”と、彼直属の特務機関「ナイツ・オブ・ラウンド」。コードネームを与えられた12人の聖銃士が忠誠を誓っている。
アーサー （本名：アルトリウス）
声 - 中村悠一、田所あずさ（少年）
誕生日：12月24日 / 星座：山羊座 / 血液型：O型 / 種族：人間 / 属性：光 / ドライバ：銃剣型ドライバ【エクスカリバー】 / 好きな食べ物：ミンスパイ / 嫌いな食べ物：無し
世界評議会常界代表であり、特務機関ナイツ・オブ・ラウンドのボス。聖なる扉に関わるべきではないとの姿勢をとる世界評議会の中に在りながら、水面下で扉の力を使い統合世界の交わりを元に戻そうと画策している。
ベディヴィア （本名：レオラ）
声 - 田所あずさ
誕生日：3月3日 / 星座：魚座 / 血液型：A型 / 特技：剣術 / 種族：人間 /ドライバ：可変式銃剣型ドライバ【ベドウィル】 / 好きな食べ物：豆乳 / 嫌いな食べ物：炭酸
聖銃士の一人。元々世界評議会警備局に入局希望していたが、一途すぎる性格が危険視され落選。しかしアーサーの目に留まり3番目の特務機関メンバーとして採用された。新しい始まりをくれたアーサーを慕っている。真面目で人の言うことを素直に聞くため、ユーウェインに騙されては落ち込んでいる。
ユーウェイン （本名：ロア）
声 - KENN
誕生日：8月23日 / 星座：獅子座 / 血液型：AB型 / 特技：ビリヤード / 種族：人間 / ドライバ：銃鎌型ドライバ【ロディーヌ】 / 好きな食べ物：ホットドッグ / 嫌いな食べ物：刺身
聖銃士の一人。世界評議会警備局に所属していたが、不慮の事故で親友をその手で殺害してしまい、引退していた。アーサーに立ち直るきっかけをもらい、6番目の機関メンバーとなる。所持しているドライバは友人の形見。期間ではパーシヴァルと気が合うようで、チームとして行動することも。
ブルーノ （本名：アスル）
声 - 村瀬歩
誕生日：7月25日 / 星座：獅子座 / 血液型：B型 / 特技：背伸び / 種族：人間 / ドライバ：銃鎚型ドライバ【マラディザンド】 / 好きな食べ物：かき氷 / 嫌いな食べ物：オムライス
「蒼のクリスマス」の生き残りで、その現場で対処に訪れたアーサーと出会い、特務機関12番目のメンバーとして迎えられた。蒼のクリスマスでは父が殺されており、犯人と特徴が酷似しているアオトを付け狙う。(アニメ版ではブルーノは蒼のクリスマスの現場には居なかった)
トリスタン （本名：ミレン）
声 - 笹本菜津枝
誕生日：11月7日 / 星座：蠍座 / 血液型：A型 / 特技：簿記 / 種族：人間 / ドライバ：銃槍型ドライバ【イゾルデ】 / 好きな食べ物：ブランデー / 嫌いな食べ物：アボカド
優れた戦術眼を持っており、前線にはあまり出ず、主に指揮を執っている。元々世界評議会の秘書課に所属しており、評議会に参加したばかりのアーサーの秘書を務めていた。後にアーサーの理想に共感、特務機関最初のメンバーとなる。
ケイ （本名：ヒルダ）
声 - 清都ありさ
誕生日：10月9日 / 星座：天秤座 / 血液型：B型 / 特技：悪口 / 種族：人間 / ドライバ：銃弓型ドライバ【ウルナッハ】 / 好きな食べ物：キウイ / 嫌いな食べ物：糖質
超長距離からの射撃を可能とする弓の名手。世界評議会警備局を経た後、８番目に特務機関入りした。とにかく口が悪く、毒舌家と評されている。
ガレス （本名：ブラウン）
声 - 高岡瓶々
誕生日：1月21日 / 星座：水瓶座 / 血液型：O型 / 特技：料理 / 種族：人間 / ドライバ：銃杖型ドライバ【ボーマン】 / 好きな食べ物：産地直送 / 嫌いな食べ物：冷凍食品
機関最年長で、2番目に特務機関入りした。元々は世界評議会警備局に勤めていたが、還暦を迎えたことで職を退き食堂の料理人に転身していた。その後アーサーにスカウトされ、戦線に復帰する。
ラモラック （本名：オリナ）
声 - 一木千洋
誕生日：9月18日 / 星座：乙女座 / 血液型：O型 / 特技：古典舞踊 / 種族：人間 / ドライバ：銃棍型ドライバ【モルゴース】 / 好きな食べ物：タコライス / 嫌いな食べ物：角煮
孤島の出身で、幼い頃からその地の武術に精通した武闘派。ある時彼女の故郷に訪れたアーサーに気に入られ機関に勧誘されるもこれを拒絶。しかしアーサーに挑まれた戦いに破れ機関入りを余儀無くされる。10番目の機関メンバー。物事をあまり深く考えない性格で、最年少のガヴェインとよく遊んでいる。
ランスロット （本名：ライル）
声 - 鳥海浩輔
誕生日：5月23日 / 星座：双子座 / 血液型：B型 / 特技：女を口説くこと / 種族：人間 / ドライバ：銃輪型ドライバ【アロンダイト】→聖剣型ドライバ【カリブルヌス】 / 好きな食べ物：ハンバーグ / 嫌いな食べ物：手料理
義理の母への反抗期が収まらずぶらぶらしていたところアーサーと知り合い、彼の″とある宣言″が気に入らず機関への参加を決意。9番目のメンバーとなった。天界の実力者だった義母に育てられたため、かなりの戦闘力とモテテクニックを持つ。
パーシヴァル （本名：ラン）
声 - 白井悠介
誕生日：8月3日 / 星座：獅子座 / 血液型：AB型 / 特技：ダーツ / 種族：人間 / ドライバ：銃剣型ドライバ【ディンドラン】 / 好きな食べ物：塩 / 嫌いな食べ物：砂糖
元々世界評議会査察局に所属していたが、辞令を受け「お目付け役」として特務機関7番目のメンバーとなる。パーシヴァル加入はアーサーの意思ではなかったようだが、そのまま受け入れられることとなった。隠密行動が得意。
モルドレッド （本名：リオ）
声 - 末柄里恵
誕生日：6月2日 / 星座：双子座 / 血液型：B型 / 特技：折り紙 / 種族：人間  / ドライバ：銃剣型ドライバ【ギネヴィア】 / 好きな食べ物：ココア / 嫌いな食べ物：コーヒー
世界評議会査察局を経た後11番目に機関入りするが、初期はアーサーの理想に不信感を持っていた。
ガウェイン （本名：フェリス）
声 - 桑原由気
誕生日：3月31日 / 星座：牡羊座 / 血液型：O型 / 特技：似顔絵 / 種族：人間 / ドライバ：銃斧型ドライバ【ガラティン】 / 好きな食べ物：ハンバーガー / 嫌いな食べ物：ピクルス
機関の中でも最年少の少女で、ボスであるアーサーを「パパ」と呼び慕っているが親子ではない。家族旅行の際に巻き込まれたテロ事件で本当の家族を亡くしており、アーサーに保護される形で5番目の機関メンバーとなった。
パロミデス （本名：ローガン）
声 - 乃村健次
誕生日：9月4日 / 星座：乙女座 / 血液型：A型 / 特技：ベンチプレス / 種族：人間 / ドライバ：銃砲型ドライバ【ビースト】 / 好きな食べ物：燻製 / 嫌いな食べ物：芋
過去の事件で妻と娘を亡くした身であり、無意味な毎日を民間軍事会社で過ごしていたが、あるテロ事件がきっかけで4番目の機関メンバーとなる。何者でもなかった自分に意味を与えてくれたアーサーに忠誠を誓っており、彼を脅かすものは仲間であっても容赦しない。

#### 聖暦の天才
パブロフ
声 - 志村知幸
世界評議会の一員で、「聖暦の天才」の一人。アカネの父でもある。義腕型ドライバ【エルプション】で、ある実験の爆発事故で失った腕を補っている。
シュレディンガー
声 - 高橋広樹
世界評議会の一員で、「聖暦の天才」の一人。「蒼のクリスマス」の犯人の１人。義口型ドライバ【ディラック】で、口を塞いでいる。初恋の相手を探していた。
ラプラス
世界評議会の一員で、「聖暦の天才」の一人。才能が危険分子認定され、天界＜セレスティア＞から追放された妖精。義翼型ドライバ【エール】で、奪われた翼を補っている。
カルネアデス
世界評議会の一員で、「聖暦の天才」の一人。幸福刑という新たな刑罰を提唱した。義眼型ドライバ【オプタルモス】を、左目に嵌めている。
ヘンペル
世界評議会の一員で、「聖暦の天才」の一人。カタリナに恋破れ、心に大きな穴を開けたが為に、心臓を失くす。義臓型ドライバ【ヘルツ】により、空いた穴を埋めている。
メビウス
世界評議会の一員で、「聖暦の天才」の一人。未来の声を聞くことができるという預言の能力を持っていたが、現在は義耳型ドライバ【ループ】で耳を閉ざしている。

#### 悪戯王
ロキ
声 - 遊佐浩二
世界評議会所属。統合世界のいたる所に現れ、場をかき乱す。

#### 第5世代自律兵器型ドライバ
聖暦の天才が1つの設計図をもとにそれぞれ製作した、エレメンツハートという「心」を持つ自律兵器型ドライバ。主人公達の前に立ちはだかる。
シラヌイ
パブロフが開発を進めていた第5世代自律兵器型ドライバ。アカネと交戦した末に再起動され、以降彼らと行動を共にする。
サミダレ
声 - 東城日沙子
シュレディンガーが開発を進めていた第5世代自律兵器型ドライバ。シュレディンガーと共にアオト一行を襲うが、アオトに負けて再起動された。以降、アオトらと行動を共にする。
マイカゼ
ラプラスが開発を進めていた第5世代自律兵器型ドライバ。天界を襲っていたが、ミドリにより鎮められ再起動される。以降ミドリらと行動を共にする。
ライコウ
カルネアデスが開発を進めていた第5世代自律兵器型ドライバ。ヒカリ御一行クレープ事件を機に、ヒカリらと行動を共にする。
ムラクモ
ヘンペルが開発を進めていた第5世代自律兵器型ドライバ。ラウンジでの乱闘の末、ユカリに負けて再起動された。以降、ユカリらと行動を共にする。
アワユキ
メビウスが開発を進めていた第5世代自律兵器型ドライバ。極東国を訪れていたギンジを襲うも敗北し再起動。移項ギンジ達と行動を共にする。
レプリカ
メビウスが開発を進めていたもう1体の第5世代自律兵器型ドライバ。破要塞＜カタストロフ＞に閉じ込められていたが、ロキによりリミッターを解除されアーサーに迫る。

#### オズとその家族
オズとその家族たち。
オズ
声 - 石田彰
世界評議会最高幹部。竜族だが竜界を裏切り、竜の宿敵である神を統合世界に召喚するために刃竜の力を使う。その目的は弱い者が虐げられない世界を創ること。本来は小心者で、家族想いの心優しい性格。
ドロシー （本名：エレナ）
声 - 悠木碧
誕生日：4月10日 / 星座：牡羊座 / 血液型：B型 / 特技：編み物 / 好きな食べ物：抹茶 / 嫌いな食べ物：茸
かつてのミドリの友人。「ミドリの一番の友達で居たい」という想いを受け入れてもらえず、彼女の前から姿を消してしまった。
トト
保健所に預けられていたが、オズに引き取られる。自分のことを犬だと信じて疑わないが、トト自身は妖精である。
カカシ
眠れる森の西の果てでひとりぼっちだった案山子。オズに手を差し伸べられる。
レオン
オズより翼を与えられた獅子。翼の代償として「家族になる」という枷を嵌められる。
ブリキ
星屑街《コスモダスト》の片隅で朽ちていた第一世代自立型ドライバ。オズにより、眠りから解き放たれる。
ボーム
遊園地を運営する。

#### 竜王と文明竜
上位なる種族、竜の王とその腹心。世界評議会の企みを阻止すべく、ナイツ・オブ・ラウンドと対峙する。
ノア
古の竜族の王。世界評議会の企みが聖なる入口を開くことと判断しそれを阻止すべく、聖銃士の元へ文明竜を送り込み、自身も戦場へ姿を現す。だが、アーサーの目的が世界評議会と異なることに気付かなかったため、結果的に世界評議会に反する聖王勢力と竜王勢力が潰し合うことになってしまった。最終的にアーサーの意図に気付き、彼を認める発言をしている。オズとは過去に因縁がある模様。
アメリカーナ
竜王腹心の一人。オズの企みを暴くため、【ナノ・サラマンダー】と共に上位なる世界から舞い降りる。ベディヴィア、ユーウェインと対峙する。
インダストラ
竜王腹心の一人。【ナノ・リヴァイアサン】と共に上位なる世界から舞い降りる。アーサーの扉到達を果たさんと立ち塞がるトリスタン、ブルーノと対峙する。
アンデルス
竜王腹心の一人。【ナノ・ヨルムンガルド】と共に上位なる世界から舞い降りる。ケイ、ガレスを襲撃。
コウガニア
竜王腹心の一人。ノアの命で統合世界に送り込まれ、その先でカルネアデスから【ナノ・ファーブニル】を託される。ラモラック、ランスロットと戦闘に突入。
エジプトラ
竜王腹心の一人。ヘンペルが間違えて送ってしまった【ナノ・ニーズヘッグ】と共に上位なる世界から舞い降りる。パーシヴァル、モルドレッドと交戦。
メソポティア
竜王腹心の一人。【ナノ・ウロボロス】と共に統合世界に襲来。パロミデス、ガウェインと交戦する。

#### 特務竜隊＜ＳＤＦ＞
古の竜の襲来に備え、世界評議会により秘密裏に組織されていた特務部隊。様々なタイプの竜で構成され、古の竜討伐のため出動する。
デラト
炎喜竜。人工的に作られた竜。アメリカーナの討伐に向かうも、戦闘は既に終わっていた。
アング
水怒竜。後天的に竜の力を移植された、次種族〈セカンド〉と呼ばれる存在。インダストラの討伐に向かうも、戦闘は既に終わっていた。
ジョーイ
風楽竜。先天的に竜の力を半分持つ混種族〈ネクスト〉。アンデルスの討伐に向かうも、戦闘は既に終わっていた。
ラブー
光愛竜。数多の実験の末産み出された人工竜。コウガニアの討伐に向かうも、戦闘は既に終わっていた。
サッド
闇哀竜。元々は人間だったようだが、竜の血を混ぜられ次種族〈セカンド〉となった。エジプトラの討伐に向かうも、戦闘は既に終わっていた。
ヘート
無憎竜。混種族〈ネクスト〉。メソポティアの討伐に向かうも、戦闘は既に終わっていた。

#### 堕王
エビルアーサー
堕ちて変わり果てた姿のアーサー。銃剣型ドライバ【エビルカリバー】を持つ。

#### 美精王
ティターニア
美を司る大精霊。天界の妖精王でもある。彼女自身は人為的に産み出された「綴られた存在」。その存在がなぜ天界の王を務めているのか、詳細は不明である。ヒカリを気にかける描写が随所に見受けられるが、彼女との間に血縁関係は無い。オベロンを愛していたため、その娘であるヒカリを大切に思っていた模様。

#### 拘束獣
混種族＜ネクスト＞の拘束されし獣たち。
ヨウコウ
パブロフに被検体として拘束されていた獣。モデルは虎。爆発事故の際に解放される。その後にアカネ一向と出会い、パブロフの息子であるアカネに真実を伝えた。
ルリ
声 - 長縄まりあ
「蒼のクリスマス」の唯一の目撃者。世界評議会により、保護という名の拘束をされていた獣。だがシュレディンガーの職務放棄により、解放される。助けを求めにウンディーネの許に向かう。モデルは海獺。
トキワ
監獄から抜け出した獣。モデルは猫。少女のように見えるが男である。定食屋で出会ったギンジと行動を共にすることになる。現在は世界評議会の最高幹部となったギンジの秘書を勤めている。
コガネ
カルネアデスに被検体として拘束されていた獣。モデルは兎。後に昇格され、助手になる。
キョウ
幽閉されていた堕ちた獣。モデルは狐。拘束からの解放を条件に、ユカリを不夜城まで連れて来るようにというファティマの依頼を呑む。
ナマリ
拘束されていた獣。モデルは犬。サンタクローズにより拘束を解かれ、彼についていく。

#### 魔女王
ヴァルプルギス
魔界の女王だが、その幼さ故に自身の力が感情に左右され、制御できない。ある時突然消えてしまった幼馴染みを探し続けている。羊羹が好き。

#### 幻奏者
ファティマ
魔界の戦力を揃え、ユカリを女王へと推薦する。その言動や行動から魔界の女王の側近とも言える立場に居るとされるが、言及はされていない。

#### 門番
サクラダ
炎番人。鎧型ドライバ【アカオニ】を纏う人間。ノアの一族であり、竜王の使いとしてアカネ達を聖なる扉へと送り届けるため彼らの元を訪れる。
アルカラ
水番人。鎧型ドライバ【レティーロ】を纏う獣。ノアの一族であり、竜王の使いとしてアオト達聖なる扉へと送り届けるため彼らの元を訪れる。扉への道中、アオトの弟も聖なる扉へ向かっていることを伝えた。
ホルステン
風番人。鎧型ドライバ【リューベック】を纏う竜。ノアの一族であり、聖なる扉を目指すミドリ達の前に立ち塞がるが、その目的は彼女らを扉へ送り届けること。ミドリに道化の魔法使いに拾われた少女の存在を伝えた。
ハールレム
光番人。鎧型ドライバ【サロモン】を纏う魔物。ノアの一族。常界での美精王と幻奏者達の戦闘中に現れ、ヒカリ達をその場から脱出させた。聖なる扉へヒカリを連れていくつもりだったが、光精王からの依頼で行き先を天界へと変える。
ラティーナ
闇番人。鎧型ドライバ【アッピア】を纏う第零世代人型ドライバ。ドライバがドライバを装着する例は、現状このユニットのみである。聖なる扉への案内のため闇の汽車と共にユカリ達の前に現れるが、ユカリからの依頼で行き先を魔界へと変更する。
ラショウ
無番人。鎧型ドライバ【イバラキドウジ】を纏うノアの一族。厳つい外見だが妖精。傷心のギンジの前に現れ、聖なる扉へいざなうだけの実力があるか見定めるため戦闘を仕掛ける。

#### 天上獣
グリュプス
天上獣。手袋型ドライバ【ソロウ】を使用。次種族〈セカンド〉のプロトタイプ。観測者クロノスを「塔」の最上階まで送り届けた。

#### 湖妖精
ヴィヴィアン
アヴァロン近くの湖畔に住む妖精。少女の姿をしており、永遠の17歳を自称しているが実年齢は外見を遥かに越える。ランスロットの育ての親。家事全般をこなす上にかなりの料理上手であり、ハンバーグが得意料理。Eカップ。親しみやすい物腰とは裏腹に天界の重役を務めていた経歴があり、戦闘能力もかなり高い。現在はその座から離れ、とある湖畔にて聖剣「カリブルヌス」を保管しつつのんびり暮らしている。竜王とは旧知の仲。

#### 聖劇の戯曲
シェイクスピアにより綴られ、己に与えられた役を演じる者たち。
マクベス
声 - 大地葉
炎戯魔。ミドリ一行を強襲するも、ミドリを守るために現れたドロシーに阻まれ戦闘に。しかし、突如介入した風神ヘズによってドロシー共々倒された。
オセロ
声 - 須藤翔
水戯機。アカネ一行を強襲し追い詰めるが、パブロフが介入したため彼と戦闘になった。
シェイクスピア
声 - 水瀬いのり
風戯者。特技は作文。ロキの指示でマクベス、オセロ、ジュリエット、ハムレット、ロメオを生み出した張本人。
ジュリエット
光戯竜。演じるだけの人生に絶望し、手渡された短剣型ドライバ【デッド・マキューシオ】で自殺を図ろうとしたところをカルネアデスによって止められた。その後、自身の運命に逆らい神となり、死ねない存在となる。
ハムレット
声 - 亀山雄慈
闇戯精。刀型ドライバ【ファントム】を使用。アオト一行を強襲してアオトと一騎討ちを行った。あと一歩の所までアオトを追い詰めたものの、背後から現れたアリトンによって殺害される。
アニメではアリトンに擬態しアオトを騙していた。
ロメオ
無戯獣。短剣型ドライバ【マキューシオ】を使用。演じるだけの人生に絶望している最中、聖者サンタクロースと出会う。その後はジュリエットと同じく自身の運命に逆らい、死ねない存在となる。

#### 極東庭園の六花獣
仲間を助けるためにギンジが力を借りようと訪れた、庭園に住む六体の獣。
キリ
炎花獣。筆型ドライバ「シワス」を所持。モデルは鳳凰。六大精霊王達とは旧知の仲。
フジ
水花獣。筆型ドライバ「ウヅキ」を所持。モデルは杜鵑。情報屋。
ウメ
風花獣。筆型ドライバ「キサラギ」を所持。モデルは鶯。庭園の奥でギンジを待っていたが、当人が現れないまま時が過ぎ、胸騒ぎを感じ始める。
ススキ
光花獣。筆型ドライバ「ハヅキ」を所持。モデルは雁。ギンジにヒカリの出生の真実を明かす。
ヤナギ
闇花獣。筆型ドライバ「シモツキ」を所持。モデルは燕。ギンジにユカリの現状を伝える。
マツ
無花獣。筆型ドライバ「ムツキ」を所持。モデルは鶴。ギンジが出会った最初の花獣。彼の覚悟を受け止め、力になることを約束した。

#### 北欧神
オズにより召喚された神々。
スルト
声 - 白井悠介
炎神。アカネ一行を強襲した際にパブロフと対峙。
シグルズ
声 - 村瀬歩
水神。神刃型ドライバ【フロッティ】を使用。アオト一行を強襲、ほぼ全滅状態まで追い込む。オネェ口調で喋る。
ヘズ
声 - 今村彩夏
風神。神刃型ドライバ【ミスティルテイン】を使用。マクベスとドロシーの戦闘に介入する。
オーディン
声 - 桑原由気
光神。神刃型ドライバ【グングニル】を使用。美宮殿〈コロッセオ〉にいたヒカリを強襲するも、ティターニアに阻まれる。
ヘグニ
声 - 田所あずさ
闇神。神刃型ドライバ【ダインスレイヴ】を使用。不夜城〈ナイトメア〉の椅子を求めてユカリの前に突如現れる。魔女王ヴァルプルギスが応戦。
ヘルヴォル
声 - 石上静香
無神。神刃型ドライバ【ティルファング】を使用。ギンジ一行を強襲、彼らを無にする。

#### 征服王
ギルガメッシュ
人と神の混種族〈ネクスト〉。黄昏の審判の後に世界評議会最高幹部の椅子に就くことになるが、彼女が一体何者なのか、現状では明らかにされていない。

#### 神主狐とその家族
ヤシロ
神主狐。団扇型ドライバ【クズノハ】を使用。神に反発し、扉の君降臨を阻止するべく「搭」へ向かう。
フシミ
ヤシロの妻。
イナリ
フシミの娘で、狐の巫女。ヤシロとは血が繋がっていない。扉を巡る戦いの後、ヤシロから彼のドライバ【クズノハ】を譲り受け、神を冒涜すべく1人旅に出る。

#### 観測者
クロノス
幾億万と繰り返されてきた世界の破壊と再生の歴史を、ドライバ【タイムレス・ワールド】と共に遥か彼方の刻の狭間から観測する神。趣味は通販である。

#### 扉の君
扉の君
黄昏の審判の日、天高く聳える塔の最上階に突如として開かれた扉から現れた扉の君。だが、詳しいことはよく分かっていない。

### 第二章主要登場人物

#### 永久竜
カナン
竜界＜ドラグティア＞の姫。竜王ノアの孫でもある。かなりの実力者で、オズを助けるために南魔王を撃破、そのまま教団本部にて囚われていた彼の家族をも救出する快進撃を見せるが、独断専行が仇となり逆に教団に囚われてしまう。教団の戦いで、ミドリとボームに連れられたオズの家族達によって救出される。

#### グリモア教団
完全世界を目指す謎の組織。世界評議会の影に隠れ今まで表舞台に現れなかったが、黄昏の審判による混乱に乗じ、徐々にその勢力を強めている。教団のシンボルは「目」で、このシンボルには、皆で完全世界を目指すという意味が込められている。

##### 教祖
クロウリー
グリモア教団の教祖である少女。幼い頃から教団の象徴である教祖として育てられ神のように祭り上げられているが、実は普通の人間。本人は意図的に作られた神格に苦しんでいる。教祖である一方普通の少女のような一面もあり、よくアマイモンにちょっかいを出しては喧嘩になる。側近である他の魔王とも仲が良い。年齢は不明だがアリトンよりも年上。

##### 四魔王
教祖クロウリーに忠誠を誓う、4柱の魔王たち。第2部後半では「旧魔王」と表記されることもある。
 アリトン
声 - 花江夏樹
西魔王。「蒼のクリスマス」の犯人の１人で、親殺しの罪を持つアオトの双子の弟でもある。好きな食べ物はサバの塩焼き。アオトという名前は元々アリトンの本名だった。親を殺し、多くの人々を虐殺した後、罪を肯定するしか無かった自分を受け入れてくれたクロウリーを慕っていて、ティルソンの裏切りを予見した彼女の頼みで、ロジンと共に教団の裏側を調査する。教団の戦いで命を落としたロジンの為に、アオトに｢アリトン｣として生き続けることを約束する。
パイモン
南魔王。クロウリーとは彼女の幼少期からの付き合いで、｢ずっと側にいる｣という約束をしている。種族は魔物。カナンとの戦いに敗れ生死不明だったが、教団の戦いで過去の約束を守るべく復活を果たしクロウリーを救出、彼女と再会を果たす。
オリエンス
東魔王。危険分子と判断され天界＜セレスティア＞から追放された妖精の一人。シルフ、ヨウキヒ、ラプラスとは幼馴染み。教団を抜ける際、｢完全なる世界｣の目論見とは相反し、｢不完全な存在｣として生きるべく、自身の左眼を抉る。そして、教団の全てを知っていたラプラスと決別し、クロウリーの従者となる。
アマイモン
北魔王。種族は獣、モデルはジャッカル。多銃砲型ドライバ「ベルセルク」を駆使する武闘派。教団のロゴを独自に考えるなど多才な一面を持つが、他の魔王や教祖からはややうけ。自分を拾ってくれたクロウリーを慕っていて、｢服従｣ではなく、彼女への｢忠誠｣の印に首輪を嵌める。教団を抜けた後、完全世界の否定として、自身が考案した教団のロゴに×を付ける。

##### 六波羅
波形を操る、特殊な力を持つ者たち。
トラングル
制作者不明の第四世代自立兵器型ドライバ。ラプラスに改造され、エレメンツハートを取り付けられる。
サフェス
悪魔と神の次種族＜セカンド＞。シュレディンガーを教団へ勧誘する。実は魔界からのスパイであり、教団崩壊後の詳細をファティマに報告していた。
トラピゾイド
制作者不明の第四世代自立兵器型ドライバ。ラプラスに改造され、自律の心を手に入れる。
サイン
悪魔と神の次種族＜セカンド＞。カルネアデスから教団に背くよう唆される。
サトス
人と獣の次種族＜セカンド＞。キョウを追い求め、魔界＜ヘリスティア＞へ向かう。
スクェア
人と獣の次種族＜セカンド＞。破要塞＜カタストロフ＞のレプリカを破壊しに向かう。

##### 超常神通室（サイキックス）
ショクミョウ
自分の前世を知る能力を持つ。
ロジン
自分の輪廻転生の最後を知る能力を持つ。西魔王と行動を共にしていたが、執事竜らによる教団乗取りにより現れた新西魔王の襲撃で命を落としてしまう。
ジンソク
自由自在に空間を移動する能力を使って宅配業を営む神。衣食住を保証してもらうことを条件に教団に所属している。教団の目的には興味がない。最近は卵かけごはんにハマっている。
第二部で教団本部が焼失したことで衣食住を失い絶望の淵に立たされるが、ウィンディの励ましにより元気を取り戻し現在は自営で宅配業を運営中。
テンニ
カルネアデスの妹。遥か遠くの話声が聞こえる能力を持つ。
テンゲン
他人の前世を視る能力を持つ。以前、アーサーの過去世を覗き見たことがある。
タシン
他人の心を知る能力を持つ。ロメオとサンタクローズの心を覗き見る。

##### 真教祖勢力
グリモア教団の陰で暗躍する者たち。
メイザース
グリモア教団の真なる教祖。かつて竜界と神界が争った際、竜でありながら神に加担し、竜界敗北の原因を作った張本人。敗北後は竜界から姿を消し、ティルソンらと世界支配を目的に教団を立ち上げる。教団設立後は組織強化のため誘拐してきたクロウリーを教祖に祭り上げ、自らは名も無き教団員として身を潜めていた。
イヴァン
種族：竜 / 属性：光
神との戦いで敗北を認めたノアに反発し、メイザースの元へ。
ティルソン
執事竜。クロウリーの身の回りの世話をする裏で、身寄りの無い者達を使い後天的に種族を変化させる実験を行っていた。真の主はメイザース。

##### 新四大魔王
メイザースによって作り出された次種族《セカンド》。
アザエル
新南魔王。
サマエル
新東魔王。
エギュン
新西魔王。ただし、初めに西魔王の名を継いだ者はアリトンとアオトに倒されているため、正確にはエギュンは三人目の西魔王ということになる。
マハザエル
新北魔王。

#### 病神
傷ついた円卓の騎士たちを癒す。
ゼロフィリア
嫉妬の病神。嫉妬の炎に身を焦がすベディヴィアとユーウェインをじっと見つめる。
マイソフォビア
潔癖の病神。バケツをひっくり返して、凍るような寒さに震えるトリスタンとブルーノに語りかける。
アムネジア
喪失の病神。約束された未来から弾かれたケイとガレスに語りかける。
インソムニア
不眠の病神。眠りにつこうとしているラモラックとランスロットに優しい言葉をかける。
メランコリア
憂鬱の病神。深い闇の中を彷徨うモルドレッドとパーシヴァルに語りかける。
パラノイア
妄想の病神。傷ついたガウェインとパロミデスを優しい妄想へと誘う。

#### 新生世界評議会
黄昏の審判の後、オズやロキが抜けたため再編成された世界評議会のメンバー。新たに統合された竜界の代表も含め、各世界の代表がそれぞれ存在している。一方、円卓の騎士や聖暦の天才の大半は脱退している。

##### 最高幹部
ギンジ
黄昏の審判での功績が認められ、最高幹部になったギンジ。実際はロキの策略で自由に動けないよう地位を与えられたに過ぎないが、聖戦の開始を食い止めることが出来るかもしれないと、甘んじてその座に就いている。不自由な立場にいながらも、彼の仲間の身を案じている。
ギルガメッシュ
征服神。黄昏の審判の全てを目撃しており、ギンジの英雄像が偽りであることも知っている。ギンジの裏切りを予想したロキがその抑止力とするために最高幹部に推薦した。
ベオウルフ
竜を殺す、「屠竜者」の異名を持つ最高幹部。彼も推薦によりその座に就いているが、誰によるかは明らかにされていない。本人には竜の血が流れている。

##### 各界代表
レディ
常界代表。ミレンとは昔からの同僚。聖王代理を務めるミレンの身を案じ、新世界評議会の動きを小まめに報告している。
ディアブロ
魔界代表。天界と魔界による聖戦を見据え、知人であるサフェスとシュレディンガーに同族として味方をするよう要請する。
マダナイ
世界評議会最高幹部の更に上の存在、六聖人により選出された調停役。その正体は神才の作りし第六世代自律猫型ドライバ。
ロビン
天界代表。
ナーガ
竜界代表。
スフィア
監視役。誰に選出されたかは不明。

##### ナンバーズ
神才により強化された少年少女達（人間）。突如統合世界を破壊し始める。進化後の各ナンバーズの名前に付いているアルファベットを集め並べかえると神才の名前が浮かび上がる。
アイン
増幅型ドライバ「コード：F」を所持。アカネをおびき寄せるため、常界の地方都市を炎で襲う。
ツヴァイ
増幅型ドライバ「コード：A」を所持。アインと同じく常界を襲っていたが、アオトに遮られ戦闘に突入する。
ドライ
増幅型ドライバ「コード：W」を所持。ミドリを誘い出すため、彼女の故郷を強襲する。
フィア
増幅型ドライバ「コード：L」を所持。天界を襲ったナンバーズ。命令のままに天界の都市に雷を落とすが、リオにより阻止される。
フュンフ
増幅型ドライバ「コード：D」を所持。生きる希望を持たず命令のままに魔界を襲うが、リオに阻止される。
ゼクス
増幅型ドライバ「コード：N」を所持。竜界を襲ったナンバーズ。リオによって無力化される。

#### 流水獣
マリナ
教団へと向かうアオト達の前に現れた獣。ある人物に命じられ、アオトを教団の隠し部屋へと案内する。

#### 「鞘」奪還組

##### 水咎刀士
アオト
多くの仲間を失った対シグルズ戦の際、力のみの存在となっていたウンディーネが守護化、大幅にパワーアップした。扉の君戦後、無実の罪を着せられ一時ヤシロのもとで匿われていたが、アリトンとの決着を着けるため再び戦いへ身を投じる。アスルと共に、マリナに案内されて教団に乗り込み、弟であるアリトンと対峙。彼の罪を留め続け、彼の本名である｢アオト｣として生き続けることを約束する。

##### 風咎棍士
ミドリ
対ヘズ戦でドロシーを失い、怒りのままに限界を越えた力を発揮しヘズを撃退するも力尽きたが、シルフが己を犠牲にし守護化したことで復活、能力も飛躍的に上昇した。扉の君撃破後指名手配されてからはノアの元に身を寄せていたが、故郷が襲われたことで再び戦場へ赴くことになる。グリモア教団との戦いではオズにカナンを救出することを約束し、鞘の奪還を目的とするオリナと共に教団本部へ乗り込むことに。イヴァン戦で窮地に陥るがボームとオズの家族達に助けられ無事カナンを救出した。

##### ナイツ・オブ・ラウンド
ライル
≒ランスロット。形式的にはナイツ・オブ・ラウンドを離脱し独自に行動している。その目的は聖銃士時代と変わらずアーサーの殺害。愛情の裏返しと言われる辺り、単純な殺意ではない複雑な感情を抱いている様子。ただ、彼が殺したい相手はあくまで｢聖王アーサー｣で、今の彼を殺したい訳では無い。｢聖王アーサー｣殺害の為に、彼を取り戻そうと単独で戦いに身を投じる。現在使用している聖剣型ドライバ【カリブルヌス】は、ヴィヴィアンから預かり受けたもの。アーサーを失った絶望に打ちひしがれるサンタを叩き起した後、オリナとアスル同様、鞘を奪還すべくグリモア教団本部に乗り込む。
オリナ
＝ラモラック。ミドリ対ドライ戦にてミドリを援護、その後鞘を奪還するためミドリと行動を共にする。
アスル
＝ブルーノ。ミレンの指示を受け、アオトの護衛のためツヴァイとの戦いでアオトを援護する為に現れる。その後、アオトと共に鞘奪還のためグリモア教団本部へ乗り込むことになる。

##### 古竜王
ノア
オズの力を借り、本来以上の力を備えた竜王。カナン救出、および過去の過ちに決着を着ける為メイザースに相対する。自身をも巻き込み、咆哮と共にメイザースと教団本部を炎の中へ葬るが止めを刺すには至らなかった。

### 第三章主要登場人物

#### 聖王奪還組

##### 炎咎甲士
アカネ
数々の死闘をくぐり抜け成長したアカネ。第一部スルト戦で倒れたイフリートが守護化したことで大幅にパワーアップし、ドライバも「イグナイト：リート」に強化されている。罪人として指名手配されてしまい一時身を隠していたが、聖戦を止めるため再び動き出す。ミレンの命で彼に協力するレオラと共に、王都ティンタジェルに乗り込む。

##### ナイツ・オブ・ラウンド
聖王アーサー直下の特務期間だが、聖王不在の今、聖王代理としてミレン（トリスタン）の指示の元独自に活動している。現在「鞘奪還組」と「聖王奪還組」の2班に別れ行動中。なお、思惑は其々あるもののライル（ランスロット）とリオ（モルドレッド）は機関から離脱している。
レオラ
＝ベディヴィア。ミレンの指示でアインと戦闘中のアカネを援護、その後共に聖王の奪還へと向かう。
ミレン
＝トリスタン。現在聖王代理として特務機関を指揮。聖王の意志に背くことと理解しつつも聖王奪還へ赴き、王都にて離反したリオと交戦する。
ロア
＝ユーウェイン。ランと共に聖王奪還のため王都に突入。
ラン
＝パーシヴァル。ロアと共に聖王奪還のため王都に突入。
ヒルダ
＝ケイ。ブラウンと共に聖王奪還のため王都に突入。モルガンと戦闘開始。
ブラウン
＝ガレス。ヒルダと共に聖王奪還のため王都に突入。モルガンと戦闘開始。
フェリス
＝ガウェイン。ローガンと共に聖王奪還のため王都に突入。
ローガン
＝パロミデス。フェリスと共に聖王奪還のため王都に突入。

##### 聖叛者
サンタクローズ
声 - 櫻井孝宏、永塚拓馬（少年）
アーサーを助けられなかった自責の念から戦意喪失していたが、ライルの一喝で覚醒。聖王奪還のため、無数の武器を手に再び立ち上がる。

##### 雪の美女
エリザベート
声 - 桑原由気
聖戦へ挑もうとする天界の指示に背き、アーサーを助けるために旅立った天界の実力者。アーサー、サンタクローズとは幼馴染みで絆が深い。命令違反による粛清を行おうとするスノウィに襲われそうになるも、マーリンに助けられ共にアーサーの元へと向かう。

##### 魔術師
マーリン
本名:アサナ。詳細は不明だが、アーサー、サンタクローズ、エリザベートのことをよく知る人物とみられる。スノウィに狙われていたエリザベートを救い、そのまま共に聖王奪還へ向かう。

#### 雪導犬
ナマリ
サンタクローズの力となるため、エリザベートとマーリンを王都へと導く。

#### ロキとその仲間

##### 悪戯神
ロキ
黄昏の審判による世界の再創が失敗した今、次に何を狙っているのか未だ明らかにはされていない。アーサーを「僕だけの王様」と呼び、アーサーという王の存在が、自分という神の存在証明だという。ただ、アーサーが神となり、自分に縋る者がいなくなった今、本当に神で居られるのか、とも言われている。真相は不明。

##### 堕闇卿
ヘンペル
ロキに心酔する天才。聖王を奪還すべく王都に集結した民に対し賛辞を送る。

##### 悲戯者
シェイクスピア
王都へ侵入した者達を迎え撃つため、新たな戯曲を書き起こす。

##### 狂騒獣
タマ
ロキ一行と共に居るという事実以外全てが謎の少女。堕王のことが気になる様子だが、現状ではその理由も不明である。

#### 聖神と大いなる絶望
聖神アーサー
聖歴の王から聖なる神となったアーサー。元々アーサーには人間、妖精、神の血が流れていた。王都での戦いの後、ロキと共に神界＜ラグナティア＞へ向かう。
大いなる絶望
神となったアーサーから抜け落ちた人間、妖精の血と幼き日の記憶。実体を持っているのか、また他の者から見えているのかどうかは不明。

#### 神才勢力

##### 神才
マクスウェル
神の才を持つ天才少女。第零世代自律兵器型ドライバを始めとした様々なドライバを開発している。ロキとは以前からの知り合いで、現在協力関係を結んでいる。

##### 原初の機体
オリジン
マクスウェルが製作したドライバだが、その製作時期は遥かな過去に遡り、原初の機体「第零世代自律兵器型ドライバ」として位置付けられている。聖歴の天才が製作した「第五世代」はこの機体の設計図を基に製作されており、その中でもレプリカはオリジンに限り無く近い形で完成されている。

##### 失工場
ジュール

ケルビン

ガル

ルクス

テスラ

デシベル

##### 水機兵
ヨトゥン
第六世代自立兵器型ドライバ。第六世代の「自立」兵器は現状この機体のみだが、これを基に量産されたヨトゥン・ゼロも存在する。

##### 第六世代自律兵器型ドライバ
カゲロウ
マクスウェルが「シラヌイ」を参考に開発した新型ドライバ。本人曰くオリジンの妹に当たる。王都にてアカネ達の前に立ちはだかる。

#### 闇愛精とかつての銃剣

##### 闇愛精
モルガン
アーサーの異母姉でありヒカリの実姉。「鞘」を盗みだしグリモア教団へ流した張本人。実父であるオベロンを忌み嫌っており、全てを奪おうとしている。

##### かつての銃剣
リオ
かつてモルドレッドのコードネームを持っていた女。聖王代理であるミレンとの考えの違いから特務機関を離反。エビルアーサーと化した聖王を殺すために、目的の方向性が似ているモルガンと手を組む。皮肉なことに、聖王の真意を真に汲んでいるのは彼女である。

#### 聖無才と偽物の機体

##### 聖無才
メビウス
他の聖歴の天才が次々と離反、失踪する中唯一世界評議会に所属する天才。アーサー、オリジンにより大破したレプリカを改修し再び戦場に送り出すも、自身は評議会警備局に拘束されてしまう。

##### 偽物の機体
レプリカ
オリジンの設計図を基に、限りなく本物に近い形で製作された第五世代自律兵器型ドライバ。第一部ではロキの策略によりリミッターを外され、暴走の果てにアーサーと対決、破壊されるがその後メビウスによって改修・強化された。偽物であるが故に「何物にもなれる」力、即ち自律変化の機能を持ち、再起動(リブート)することで「ホムラ」「マブイ」「カグラ」「ナユタ」「オロチ」「ミヤビ」「フルバースト」の七種のモードに変換できる。改修後はメビウスの修理を阻止しようと現れたスクェアを返り討ちにした他、ヨトゥン、失工場の六機などを次々に撃破、遂には王都にて自らのオリジナルであるオリジンすらも退けた。

### 第四章主要登場人物

#### 天界

##### 光妖精王
ヒカリ
先代の美精王から天界の王を引き継いだヒカリ。ディバインゲートを目指す旅の中で自分が妖精と人間の混種族＜ネクスト＞であること、天界が神と繋がり歪な平和を造り上げていたことを知り、神との繋がりが途切れた天界を、本当の意味での「幸せな世界」に立て直そうと奮闘している。
聖戦にて実姉であるモルガンと対峙した際、実は〈ネクスト〉ではなくオベロンが持つ禁忌の血を研究するために創られた存在であることが明らかになった。ただし禁忌の血はモルガンとヒカリには受け継がれていない。第一章でオーディンとの戦闘の際ウィルオウィスプが守護化、戦闘面で大幅なパワーアップを遂げているが、ユカリとの戦いでは苦戦を強いられる。

##### 堕魔王
ヴラド
元魔王。聖戦での天界側の戦力として、ヴィヴィアンの依頼を受けたネクロスによって蘇生された（ただ、蘇生時間は限られている様子）。オベロン、ヒスイとは元々親友同士の間柄だったが、前聖戦では神々の策略によりオベロンと殺し合う結果になってしまう。前聖戦で竜に力を与えられ、現在もその力を有している。ヴァルプルギスと血縁関係ではあるが、直接の親子ではない。

##### 精参謀長
ヴィヴィアン
天界対魔界という構図ができつつある統合世界の現状を受け、天界に戻ったヴィヴィアン。聖剣を義理の息子であるライルに託し、参謀長として戦線に復帰した。前聖戦でも魔界への対抗勢力の一人として数え上げられるほどの実力者であり、その想いもまた前聖戦に縛り付けられたままである。

##### 炎杖刀
イッテツ
ジャージに眠そうな目をした天界の精鋭。のはず。とにかく働きたくなく、聖戦でも他の者が持ち場についていると聞き即座に丸投げした。そんな彼だがヴィヴィアンと同じく前聖戦を闘い抜いたほどの戦闘力を持ち、かつては鬼精将として敵軍にも恐れられるほどだった。しかし現在は運動不足がたたりそこそこ動けない。

##### 浴室の美女
ヘレネ
オノノコマチ
ヨウキヒ
カタリナ
クレオパトラ

##### ウェザードリーズ
天候術師。戦闘面においての天界の主力組織。
サニィ
晴術師。炎魔将であるヒメヅルが気になっており戦争でなければ友達になれたかもしれない、と想いを馳せるが、聖戦ではそのヒメヅルと死闘を演じる。
レイニィ
雨術師。友達だった妖精達が人間に関わったために死んだと考えているため、人間を恨んでいる。聖戦にてムラサメと戦闘開始。
ウィンデイ
風術師。風の気持ちがわかるらしい。
シャイニィ
眩術師。ウェザードリーズの隊蝶で、かつて美精王にヒカリを支えるよう頼まれていた。
クラウディ
曇術師。魔物を必要以上に敵視している。
スノウィ
雪術師。戦線離脱したエリザベートに制裁を加えようと動き出す。

#### 魔界

##### 闇魔女王
ユカリ
魔界の女王に即位したユカリ。ヴァルプルギスがヘグニに倒されたことで幼少時の記憶が覚醒し、自分が魔界から常界に堕とされた存在だったことが明らかになった。ヴァルプルギスが倒れた間接的な原因が天界にあるとして、ヒカリが光妖精王に即位したことを承知した上で宣戦を布告する。ヘグニ戦にてシャドウが守護化したため戦闘力が大幅に上昇しており、聖戦ではヒカリを圧倒し追い詰めた。

##### 堕精王
オベロン
元妖精王。モルガン、アーサー、ヒカリの実父。綴られた存在でありながら運命に逆らおうと神になった過去を持つ。ロキにより目覚めさせられた後、ヴラドとの決着を付けるため、魔界の味方につく。

##### 魔参謀長
ファティマ

現在魔界の女王であるユカリの元、参謀長を務める。

##### 六色の女王
アカズキン
黒の森を統べる赤の女王。ありきたりな日常を望んでいたが、女王に選出されたことで非日常に身を投じることになる。ドライバ「ヴォルフ」を所持。現在、紅炎魔将となり、軍を率いて天界に侵攻。ヘレネと交戦中。
アリス
不思議の国の青の女王。ドライバ「チェシャ」を所持。アカズキンと同様、女王の地位を捨て、蒼水魔将となり軍を率いて天界に侵攻。オノノコマチと交戦中。
イバラ
眠れる森の緑の女王。ドライバ「ブランブル」を所持。他と同様、女王の地位を捨て、翠風魔将となり、軍を率いて天界に侵攻、ヨウキヒと交戦中。
シンデレラ
ガラスの城の黄の女王。ドライバ「トゥエルブ」を所持。今回の聖戦の主役が自分ではなくユカリであることが気に入らない様子。アカズキン達と同様、黄光魔将となり、自ら軍を率いて天界に侵攻。カタリナと交戦中に何者かが乱入した模様。
カグヤ
月御殿の紫の女王。ドライバ「ミタラシ」を所持。幼い頃のユカリを知る。
シラユキ
復讐を遂げた白の女王。ドライバ「ピグミーズ」を所持。聖戦を前に、何者かに殺害される。不夜城に送られてきた彼女の遺体が納められた棺には蓮の花が敷き詰められていたため、当初彼女の殺害はヴィヴィアンによるものと推察されていたが、聖戦におけるヴィヴィアン対ファティマの戦闘中に第三者が聖戦勃発のきっかけを与えるために仕組んだものであることがほのめかされている。

##### 六魔将
ヒメヅル
ムラサメ
ヤスツナ
ライキリ
ムラマサ
闇の魔将。ムラサメの妹。
ナキリ

#### 死医者
ネクロス
蘇生院「リヴァイア」の医者。元々はグリモア教団に属していたが、死者蘇生の研究を糾弾され、教団を追放されている。

### 第五章主要登場人物

#### 北欧神
スルト
シグルズ
ヘズ
オーディン
ヘグニ
ヘルヴォル

#### ロストナンバーズ
アイン≠W=00
ツヴァイ≠X=00
ドライ≠A=00
フィア≠E=00
フュンフ≠L=00
ゼクス≠M=00

#### 円卓の騎士
レオラ
ロア
アスル
ライル
ヒルダ
ブラウン
ミレン
オリナ
ラン
リオ
ローガン
フェリス

#### 主人公
アカネ
アオト
ミドリ
ヒカリ
ユカリ
ギンジ

#### 征服神
ギルガメッシュ

#### 四従者
アリトン
パイモン
オリエンス
アマイモン

#### 聖常王
クロウリー

#### 終教祖
メイザース

#### 執拗竜
ティルソン;

#### 精参謀長
ヴィヴィアン

#### 真精将
サニィ
レイニィ
ウィンディ
シャイニィ
クラウディ
スノウィ

#### 魔参謀長
ファティマ

#### 真魔将
ヒメヅル
ムラサメ
ヤスツナ
ライキリ
ムラマサ
ナキリ

### 第六章主要登場人物

#### 主人公
アカネ
アオト
ミドリ
ヒカリ
ユカリ
ギンジ

#### 円卓の騎士
レオラ
ロア
アスル
ライル
ヒルダ
ブラウン
ミレン
オリナ
ラン
リオ
ローガン
フェリス

#### 六聖人
ダンテ
ヨハン
イージス
ジャンヌ
シオン
ニコラス
第七章主要登場人

#### 主人公
アカネ
アオト
ミドリ
ヒカリ
ユカリ
ギンジ

#### 円卓の騎士
レオラ
ロア
アスル
ライル
ヒルダ
ブラウン
ミレン
オリナ
ラン
リオ
ローガン
フェリス

### その他
めたぼん
声 - 吉田有里
本作における世界の水先案内人。
ミスター☆ディバイン
本作における広報担当。プロレスラーの格好をしている。

### アニメオリジナルキャラクター
少年K
声 - 釘宮理恵
アニメ前半では、アオトの前にのみ現れるが、絶望を知った者はその姿を見ることができるようになるらしく、後半では複数の人間の前に現れた。その正体はディバインゲートの鍵の精。北欧神さえも圧倒する強大な力を持ち、自身も神でありながら、ディバインゲートへの到達を阻止しようとする北欧神を撃退し扉を目指す者達の手助けをするが、北欧神曰く彼は元々人間達の味方をする存在ではないとも言われている。
システムボイス
声 - ゆかな

## ときめき☆聖門学園
聖門学園とは、2014年のエイプリルフールに公式Twitterから発信されたディバインゲートの学園パロディである。2015年春、登場ユニットがゲーム内に正式実装された。

### 登場ユニット
燃える炎の野球部員：アカネ
不登校留年3年目：オズ
心優しき副会長：アオト
お花大好き用務員：ジャック
みんな大好き生徒会長：ヴィヴィアン
乱れすぎ風紀委員：イヴ
笑顔満開裏番長：オリエンス
完全無欠の風紀委員：アーサー
みんなの妹は中等生：ヴァルプルギス
保健室の妖精：ヘンペル
保健室の悪魔：ネクロス
お嬢様は陸上部員：ドロシー
謎の転校生：ギンジ
寡黙なバスケ部エース：カナン
寡黙な音楽教師：ダンテ (AndroidのみBD/DVD第1巻特典シリアルで入手可能)
聖学の完全なるアイドル：クロウリー(AndroidのみBD/DVD第2巻特典シリアルで入手可能)

## コラボレーション
- STEINS;GATE
- FAIRY TAIL
- 進撃の巨人
- ケリ姫スイーツ
- 劇場版 とある魔術の禁書目録 -エンデュミオンの奇蹟-
- アプリスタイル
- PSYCHO-PASS サイコパス
- デート・ア・ライブII
- WEGO
- 初音ミク
- ガンホー・オンライン・エンターテイメント
- 劇場版 魔法少女まどか☆マギカ
- デュラララ!!×2
- IS〈インフィニット・ストラトス〉
- Fate/stay night
- ロード・トゥ・ドラゴン
- ノーゲーム・ノーライフ
- 魔法科高校の劣等生
- ブラック・ブレット
- ニセコイ
- ダンガンロンパ1・2 Reload
- 攻殻機動隊 新劇場版
- ストライク・ザ・ブラッド
- エヴァンゲリオン
- 心が叫びたがってるんだ。
- 鋼の錬金術師 FULLMETAL ALCHEMIST
- 七つの大罪
- 世界野球WBSCプレミア12侍ジャパン
- STEINS;GATE 0
- ヘヴィーオブジェクト
- アカメが斬る!
- 灼眼のシャナ
- 血界戦線
- BLEACH
- おそ松さん
- エミル・クロニクル・オンライン
- Re:ゼロから始める異世界生活
- マギ、マギ　シンドバッドの冒険
- やはり俺の青春ラブコメはまちがっている。
- Fate/kaleid liner プリズマ☆イリヤ
- ひるね姫 〜知らないワタシの物語〜
- この素晴らしい世界に祝福を!
- ヴィレッジヴァンガード
- ご注文はうさぎですか?
- ダンジョンに出会いを求めるのは間違っているだろうか外伝　ソード・オラトリア

## テレビアニメ
2016年1月から3月まで放送された。アニメ内のナレーションは緒方恵美が担当。
担当声優やアニメオリジナルキャラクターに関しては「#登場人物一覧」を参照。

### スタッフ
- 原作 - ディバインゲート（ガンホー・オンライン・エンターテイメント）
- 監督 - 阿部記之
- シリーズ構成 - 高橋ナツコ
- キャラクター原案 - UCMM、夏嶋紺、イチノセセノイチ
- キャラクターデザイン - 夘野一郎、Cindy H.Yamauchi
- メカニカル/プロップデザイン - 森木靖泰
- プロダクションデザイン - 草森秀一
- 画面設計 - 田中比呂人
- 美術監督 - 篠崎亨
- 色彩設計 - 八木橋まきこ
- CGディレクター - 武田秀明
- 撮影監督 - 和田直己
- 編集 - 植松淳一
- 音響監督 - 森田洋介
- 音楽 - 尾澤拓実
- 音楽制作 - マーベラス
- 音楽プロデューサー - 飯干紗妃
- プロデューサー - 藤村秀一、波光正俊、小浜匠、萩原良輔、小田元浩
- アニメーションプロデューサー - 松井将司、川端信也
- アニメーション制作 - studioぴえろ
- 製作 - ディバインゲート世界評議会

### 主題歌
オープニングテーマ「ワンミーツハー」
作詞・作曲 - wowaka / 編曲・歌 - ヒトリエ
第1話ではエンディングテーマとして使用。
エンディングテーマ「CONTRAST」
作詞 - 智 / 作曲 - Tohya / 編曲・歌 - vistlip
第1話では未使用。

### 各話リスト
| 話数   | サブタイトル       | 脚本                  | 絵コンテ       | 演出                  | 作画監督                                                                           | 総作画監督                 |
| ------ | ------------------ | --------------------- | -------------- | --------------------- | ---------------------------------------------------------------------------------- | -------------------------- |
| 第1話  | 止まない雨         | 高橋ナツコ            | 阿部記之       | 阿部記之              | 鈴木陽子                                                                           | 夘野一郎                   |
| 第2話  | 消せない炎         | 高橋ナツコ            | 田頭しのぶ     | 安藤貴史              | 小倉典子、蒼依ふたば、北村友幸 松下純子、服部憲知                                  | 夘野一郎 Cindy H.Yamauchi  |
| 第3話  | 風の行方           | 高木聖子              | 高岡淳一       | 又野弘道              | 小山知洋                                                                           | 松崎正、夘野一郎           |
| 第4話  | 蒼い記憶           | 渡邊大輔              | 城所聖明       | 城所聖明              | 高柳久美子、遠藤裕一、夘野一郎 たかぎじゅん、岸義之                                | たかぎじゅん 夘野一郎      |
| 第5話  | まつろわぬ民       | 鴻野貴光              | 遠藤正明       | 井之川慎太郎          | 小倉典子、朱原デーナ 竹田欣弘、櫻井拓郎                                            | Cindy H.Yamauchi           |
| 第6話  | 自分より大切なもの | 高橋ナツコ            | 古川順康       | 古川順康              | 鈴木陽子                                                                           | 松崎正、夘野一郎           |
| 第7話  | はじまりの地       | 大久保昌弘 高橋ナツコ | 川崎博嗣       | 熊谷雅晃              | 小森篤、富田美文、夘野一郎 たかぎじゅん、Cindy H.Yamauchi 松崎正、岸義之、遠藤裕一 | たかぎじゅん 夘野一郎      |
| 第8話  | 二つの道           | 渡邊大輔              | こでらかつゆき | 村田光                | 服部憲知、志賀道憲、津熊健徳 重松晋一、佐々木一浩 松下純子、木下裕孝               | Cindy H.Yamauchi 夘野一郎  |
| 第9話  | 聖劇の戯曲         | 高木聖子              | 高岡淳一       | 又野弘道              | 小山知洋、楢澤雄二                                                                 | 松崎正 たかぎじゅん 小森篤 |
| 第10話 | 扉の鍵             | 渡邊大輔              | 遠藤正明       | 安藤貴史              | 鈴木陽子、土屋浩章 遠藤裕一、岸義之 遠藤正明（エフェクト）                         | Cindy H.Yamauchi 夘野一郎  |
| 第11話 | 君の名は…          | 高橋ナツコ            | 宮崎なぎさ     | 井之川慎太郎          | 櫻井拓郎、服部憲知、塚本歩 小森篤、松崎正、たかぎじゅん 遠藤正明（エフェクト）     | 松崎正 たかぎじゅん 小森篤 |
| 第12話 | 扉の先へ           | 高橋ナツコ            | 阿部記之       | 松本マサユキ 藤井康晶 | 夘野一郎、Cindy H.Yamauchi 鈴木陽子、窪詔之、岸義之 遠藤裕一、小森篤               | 夘野一郎 Cindy H.Yamauchi  |

### 放送局
| 放送期間                | 放送時間                     | 放送局         | 対象地域       | 備考             |
| ----------------------- | ---------------------------- | -------------- | -------------- | ---------------- |
| 2016年1月8日 - 3月25日  | 金曜 22:30 - 23:00           | TOKYO MX       | 東京都         |                  |
| 2016年1月9日 - 3月26日  | 土曜 0:00 - 0:30（金曜深夜） | KBS京都        | 京都府         |                  |
|                         |                              | サンテレビ     | 兵庫県         |                  |
|                         | 土曜 1:58 - 2:28（金曜深夜） | TVQ九州放送    | 福岡県         |                  |
|                         | 土曜 2:44 - 3:14（金曜深夜） | テレビせとうち | 岡山県・香川県 |                  |
|                         | 土曜 3:05 - 3:35（金曜深夜） | テレビ愛知     | 愛知県         |                  |
|                         | 土曜 3:30 - 4:00（金曜深夜） | BS11           | 日本全域       | 『ANIME+』枠     |
| 2016年1月10日 - 3月27日 | 日曜 0:00 - 0:30（土曜深夜） | AT-X           | 日本全域       | リピート放送あり |

| 配信期間                | 配信時間                   | 配信サイト         | 備考                          |
| ----------------------- | -------------------------- | ------------------ | ----------------------------- |
| 2016年1月9日 - 3月26日  | 土曜 12:00 更新            | dアニメストア      |                               |
|                         |                            | アニメ放題         |                               |
|                         |                            | U-NEXT             |                               |
|                         |                            | 楽天ショウタイム   |                               |
|                         |                            | ニコニコチャンネル | 第1話無料、第2話以降1週間無料 |
|                         | 土曜 23:30 - 日曜 0:00     | ニコニコ生放送     |                               |
| 2016年1月10日 - 3月27日 | 日曜 0:00（土曜深夜） 更新 | ビデオパス         |                               |
|                         |                            | J:COMオンデマンド  |                               |

### BD / DVD
| 巻 | 発売日        | 収録話          | 規格品番   | 規格品番   |
| 巻 | 発売日        | 収録話          | BD         | DVD        |
| -- | ------------- | --------------- | ---------- | ---------- |
| 1  | 2016年4月13日 | 第1話 - 第2話   | BSZS-10011 | DSZS-10011 |
| 2  | 2016年5月11日 | 第3話 - 第4話   | BSZS-10012 | DSZS-10012 |
| 3  | 2016年6月8日  | 第5話 - 第6話   | BSZS-10013 | DSZS-10013 |
| 4  | 2016年7月13日 | 第7話 - 第8話   | BSZS-10014 | DSZS-10014 |
| 5  | 2016年8月3日  | 第9話 - 第10話  | BSZS-10015 | DSZS-10015 |
| 6  | 2016年9月14日 | 第11話 - 第12話 | BSZS-10016 | DSZS-10016 |

### Webラジオ
『ラジオ・ディバインゲート』のタイトルで、2015年12月24日より2016年3月31日まで音泉にて配信。隔週木曜日更新。パーソナリティは柿原徹也（アカネ 役）、斉藤壮馬（アオト 役）、コーナーパーソナリティ(円卓ひとりぼっち)に中村悠一（アーサー 役）。

## 書籍
画集・世界観紹介本
- Divine Gate OFFICIAL ART WORKS 2015年12月17日発売 KADOKAWA/エンターブレイン刊、ISBN 978-4047330832

オリジナルユニットのイラスト500点以上を収録、主要キャラクターや勢力別でを時系列に沿って紹介したり、ディバゲの用語集の掲載や、高野康太へのインタビュー、書き下ろし短編小説も収録。

小説
- ディバインゲート 〜王と悪戯な幕間劇〜 2017年3月15日発売 KADOKAWA/エンターブレイン刊、ISBN 978-4047344020

著：佐々木禎子、画：野崎つばた。高野康太の監修によるアニメで描かれなかったスピンオフストーリー。